# Société anonyme du charbonnage d'Hornu et Wasmes
La Société Anomyme du Charbonnage d'Hornu et Wasmes a été fondée le 21 septembre 1835. Le siège est à Wasmes dans la province de Hainaut en Belgique. En 1950 la Société est rachetée par la  Compagnie de Charbonnages-Belges.

## Histoire

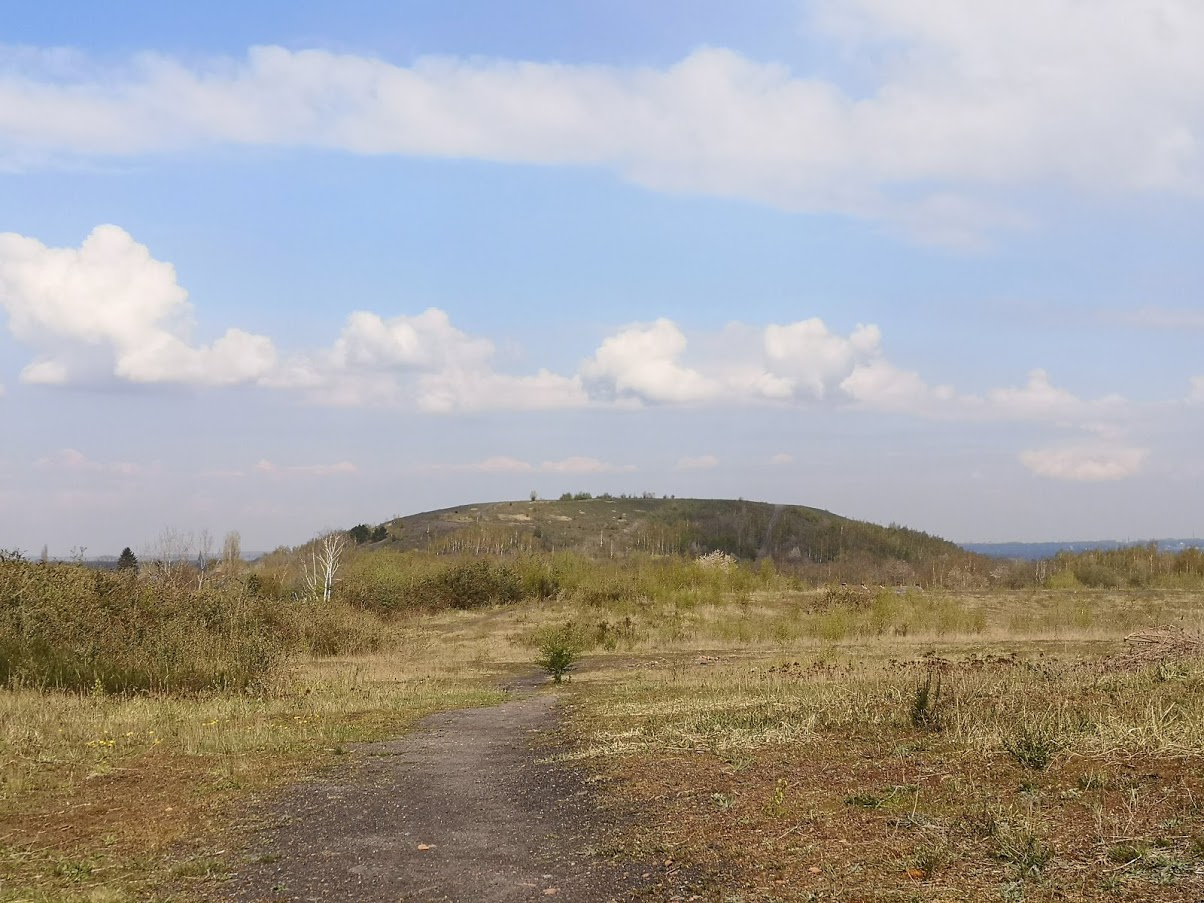
Le terril du sept, né de l'exploitation du charbonnage d'Hornu et Wasmes.

Après la révolution belge qui est la révolte de plusieurs provinces du sud du royaume des Pays-Bas contre le roi Guillaume Ier et à la suite de l'implication des nations voisines, elle mena à l'indépendance de la Belgique proclamée par le Gouvernement provisoire de Belgique le 28 septembre 1830.
Les conséquences économiques de cette révolution pour l'industrie de la houille ont généré d'énormes pertes.
Plusieurs Sociétés cherchaient depuis longtemps à céder leurs concessions devenues des propriétés onéreuses quoique pleines d'avenir. Ce fut alors que la Société de Commerce jugeant bien cet avenir de prospérité prêta son concours à la formation de trois Compagnies anonymes embrassant les charbonnages des Produits, Charbonnages d'Hornu et Wasmes, Charbonnages de Cache Apres Ostennes et Crachet réunis ces derniers connus sous le nom de Société du Levant de Flénu.
La Société anonyme du Charbonnage d'Hornu et Wasmes est fondée le 21 septembre 1835 dont le siège est à Wasmes Hainaut Fonds social 3,000,000 fr d'une durée de 90 ans à partir du 28 septembre 1835.
La Société Anonyme du Charbonnage d’Hornu et Wasmes,, est donc née le 21 septembre 1835 de l'association de plusieurs concessions qui exploitaient la houille depuis le XIVe siècle sur ce territoire. La Compagnie de Charbonnages-Belges rachète en 1950 le charbonnage d'Hornu et Wasmes.

## Administrateurs
À la création de la société anonyme sont nommés administrateurs :MM F. Opdenbergh, F. Basse directeur de la Société générale de Belgique, P. Meeus; Alexandre Legrand-Gossart vice-président de la chambre de commerce de Mons, F. de Fontaine administrateur de la Société des hauts-fourneaux, usines et charbonnages de Marcinelle et Couillet.

## Exploitation
La production de charbon était de 328 000 tonnes en 1889 puis descendit à 307 000 tonnes en 1890 et 301 000 tonnes en 1891.
En 1920, les puits exploités par la société étaient les no 3, 5 et 6 à Wasmes et les no 4, 7 et 8 à Hornu, tous dit « des Vanneaux ». La société ferma successivement ses derniers puits, le no 6 en 1948, le no 3 en 1956, le no 5 en 1957 et les 7 & 8 en 1958. Un grand nombre de vestiges de ces charbonnages subsistent encore de nos jours. La S.A. John Cockerill reprendra Division des Charbonnages belges et d'Hornu et Wasmes.
En 1871, il y eut, au puits no 3 de la société, un coup de grisou qui entraina la mort de 35 mineurs

## Vincent van Gogh

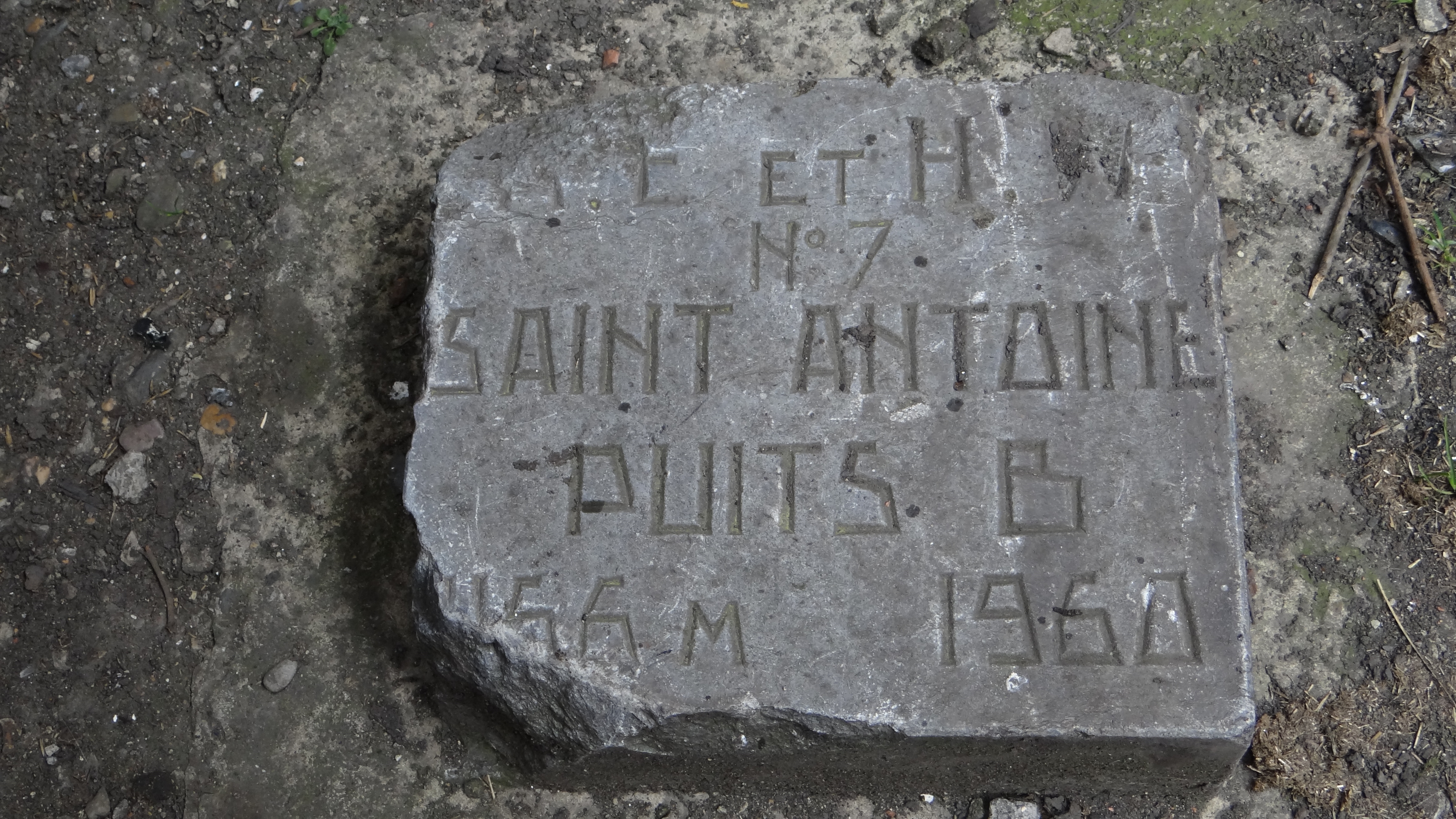
Tête de puits B dit no 7 Saint-Antoine par où Vincent van Gogh descendit. Puits fermé en 1960

Vincent van Gogh descend en 1880 dans le puits de mine no 7 saint-Antoine au Charbonnage de Marcasse.
Les lettres HW de la tête de puits no 7 révèle que Marcasse a appartenu à la Société Anonyme du Charbonnage d’Hornu et Wasmes mais aussi à la Compagnie de Charbonnages-Belges. La société Société Anonyme du Charbonnage d’Hornu et Wasmes,, est née le 21 septembre 1835 de l'association de plusieurs concessions qui exploitaient la houille depuis le XIVe siècle sur ce territoire.